# Ringuelet
Ringuelet is een plaats in het Argentijnse bestuurlijke gebied  La Plata in de provincie Buenos Aires. De plaats telt 13.473 inwoners.